# Síndrome de Beck-Fahrner
El Síndrome de Beck-Fahrner, también conocido como "BEFAHRS" y "deficiencia de TET3", es un trastorno genético raro causado por mutaciones del gen TET3. La manifestación clínica varía entre individuos, pero suele incluir retraso global del desarrollo, progreso lento en actividades mentales y físicas, autismo, disminución del tono muscular, epilepsia y rasgos dismórficos.
Las mutaciones en el gen TET3 interrumpen la desmetilación del ADN durante la embriogénesis, un proceso epigenético esencial que contribuye al desarrollo temprano del sistema nervioso. Pueden producirse a partir de nuevas mutaciones genéticas o heredarse de forma autosómica dominante. El diagnóstico implica pruebas moleculares y genéticas en el contexto de los síntomas típicos. El tratamiento es de apoyo, con el objetivo de mejorar la calidad de vida. En 2023 se habían diagnosticado este síndrome a unos 50 individuos.

## Signos y síntomas
El síndrome de Beck-Fahrner, también denominado "BEFAHRS", se caracteriza por una mnemotecnia que engloba sus rasgos más destacados: diferencias de comportamiento, epilepsia, rasgos faciales, rasgos autistas, hipotonía, retraso del desarrollo psicomotor y diferencias de tamaño.
Los síntomas más comunes del neurodesarrollo asociados a este síndrome incluyen un retraso en el desarrollo global, un progreso lento en las actividades mentales y físicas, un retraso en el habla y dificultades con la motricidad fina y gruesa. Es frecuente la presencia de discapacidades intelectuales y de aprendizaje, e incluso más de dos tercios de los individuos afectadas padecen autismo o trastornos de la comunicación social. Además, se han observado trastornos por déficit de atención con hiperactividad, tendencias obsesivo-compulsivas, ansiedad, depresión y psicosis.
La disminución del tono muscular es más evidente en los primeros años de vida, lo que provoca dificultades alimentarias y de estreñimiento en los lactantes e impide aún más el desarrollo del habla y de las habilidades motoras en los niños. La epilepsia y los trastornos convulsivos afectan a más de un tercio de la población, mientras que algunos presentan trastornos motores y del movimiento. La afectación ocular puede provocar problemas de visión, movimiento y alineación, mientras que la afectación auditiva puede ocasionar pérdida de audición. En ocasiones, los individuos afectados pueden presentar malformaciones cerebrales benignas en estudios de neuroimagen.
La mayoría de los afectados por el síndrome de Beck-Fahrner presentan rasgos faciales similares, como cara alargada con frente ancha, boca abierta, orejas prominentes, cejas arqueadas y paladar alto. Las anomalías musculoesqueléticas abarcan cifosis, escoliosis, articulaciones hiperflexibles, desalineación de la cadera y pies planos.El sobrecrecimiento puede manifestarse en algunos individuos, presentando características tales como un mayor tamaño de la cabeza y estatura alta;en raras ocasiones esto puede estar correlacionado con riñones y corazón agrandados. Por el contrario, también se ha descrito un crecimiento insuficiente, asociado a una cabeza más pequeña y una estatura baja. Con menor frecuencia se han observado defectos cardíacos congénitos, estenosis pilórica, hernia inguinal, hipospadias y testículos no descendidos.

## Genética

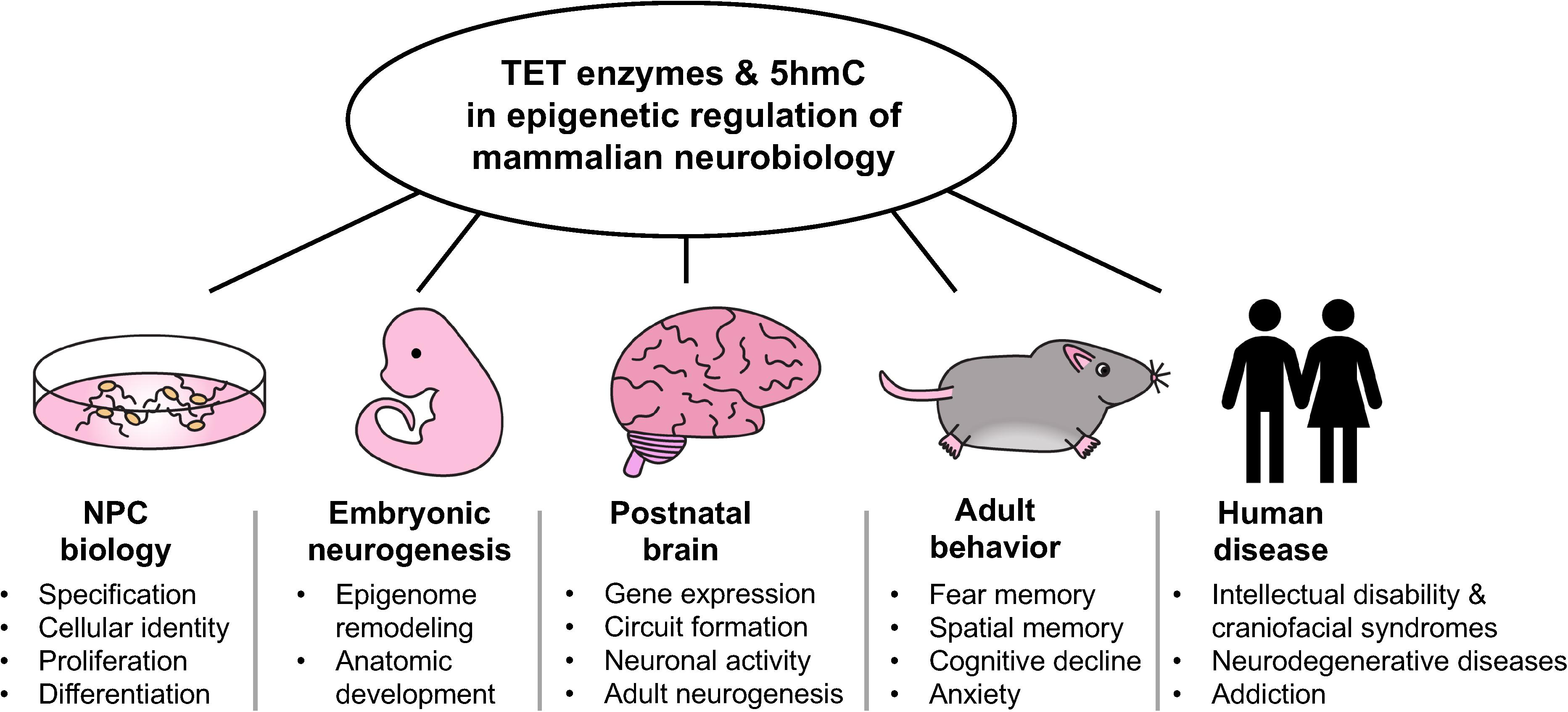
Resumen del papel de las enzimas TET y de la 5-hidroximetilcitosina (5hmC) en la neurobiología de los mamíferos.

El gen TET3 del cromosoma 2 (2p13.1) codifica la enzima TET metilcitosina dioxigenasa 3 (TET3). La enzima TET3 facilita la conversión de 5-metilcitosina (5mC) en 5-hidroximetilcitosina (5hmC), iniciando la desmetilación activa del ADN, un mecanismo epigenético. La enzima TET3 se produce en las células madre embrionarias durante la embriogénesis, donde contribuye al desarrollo del sistema nervioso. Sostiene las células madre neurales y posteriormente promueve la maduración de las neuronas.
El síndrome de Beck-Fahrner está causado por mutaciones específicas en el gen TET3. Estas mutaciones pueden ser heterocigosidas (una copia normal y una copia mutada), heterocigosidas compuestas (dos copias mutadas diferentes) u homocigosidas (dos copias mutadas idénticas). Las mutaciones, que pueden ser de varios tipos (sin sentido, de sentido erróneo o contrasentido), interrumpen el proceso normal de desmetilación del ADN durante el desarrollo embrionario temprano y la formación del sistema nervioso. Esta alteración provoca un aumento de los sitios CpG metilados, lo que causa una hipermetilación del ADN.
Las mutaciones pueden producirse durante la embriogénesis por nuevas mutaciones genéticas o heredarse de forma que una copia del gen mutado sea suficiente para causar la enfermedad de manera autosómica dominante. Los signos y síntomas pueden variar de un individuo a otro debido a diferencias en la expresión del gen y a la pérdida parcial de su función.

## Diagnóstico

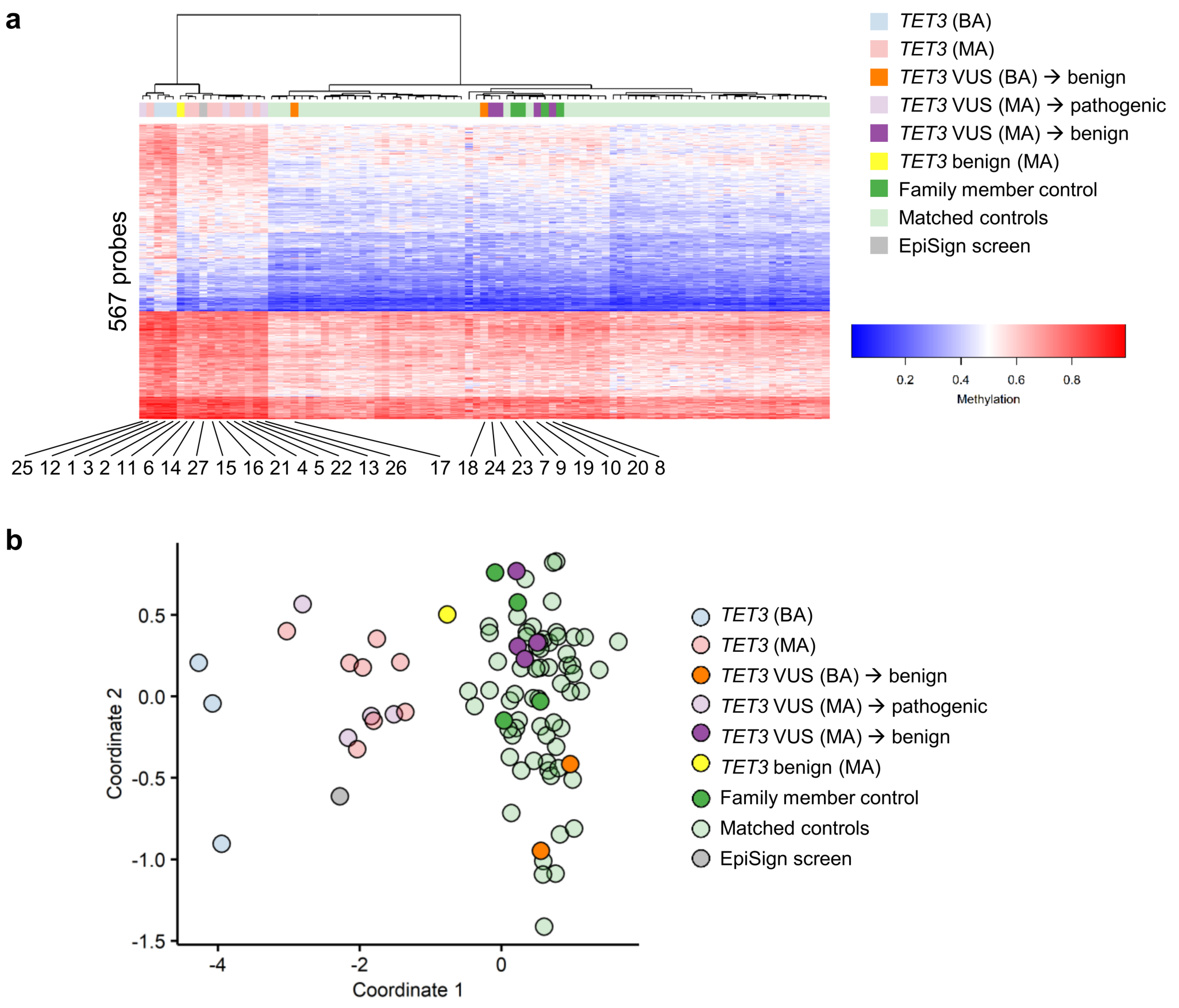
a) Cada fila representa una sonda CpG (que se une a cada sitio CpG donde puede producirse la desmetilación del ADN) y cada columna representa la muestra de un individuo. La escala de colores de azul a rojo indica el nivel de metilación del ADN, que va de 0 (sin metilación) a 1 (totalmente metilado). Las episignaturas de las mutaciones TET3 patogénicas muestran hipermetilación del ADN en comparación con los controles emparejados y familiares.
b) Se realizó un escalado multidimensional para clasificar las variantes de significado incierto de TET3 como patogénicas o benignas, basándose en sus episignaturas.
c) Nota: bialélicas; monoalélicas

El síndrome de Beck-Fahrner presenta similitudes con varios trastornos genéticos en cuanto a los hallazgos clínicos. Entre ellos se incluyen los síndromes de Bainbridge-Ropers, X frágil, Heyn-Sproul-Jackson, Kabuki, Luscan-Lumish, Malan, Sotos y el síndrome de Tatton-Brown-Rahman. No existe consenso sobre los criterios diagnósticos del síndrome de Beck-Fahrner. El diagnóstico implica confirmar la presencia de una mutación patogénica o probablemente patogénica del gen TET3, junto con la identificación de los signos y síntomas característicos del síndrome.
Para identificar las mutaciones asociadas al síndrome de Beck-Fahrner se emplean diversos métodos de pruebas moleculares y genéticas. Estos pueden incluir paneles multigénicos que incorporen el gen TET3, secuenciación del genoma completo, secuenciación del exoma, análisis de secuencias y pruebas de un solo gen seguidas de análisis de deleción o duplicación de genes específicos. GeneReviews recomienda la secuenciación del exoma como prueba diagnóstica preferida debido a la reciente identificación de la afección y a la disponibilidad limitada del análisis del gen TET3 en la mayoría de los paneles multigénicos.
Levy y otros autores en 2021 descubrieron un patrón de metilación del ADN o firma epigenética distinto y único para las mutaciones patogénicas y probablemente patogénicas del gen TET3. Esta firma episódica puede evaluarse mediante el análisis de metilación del ADN en todo el genoma sanguíneo y puede servir como herramienta para confirmar la patogenicidad de una variante de significado incierto de TET3.

## Tratamiento
El tratamiento del síndrome de Beck-Fahrner se centra principalmente en mejorar la calidad de vida y es de apoyo. La atención está coordinada por los servicios de genética médica y pediatría, con la participación de un equipo multidisciplinario de especialistas. Dependiendo de los síntomas específicos, pueden intervenir varios especialistas médicos, como neurología para las convulsiones y cardiología para los defectos cardíacos. Las intervenciones tempranas, como las terapias para el autismo y la participación en programas de educación especial como la terapia conductual y lenguaje, pueden ayudar a gestionar los problemas cognitivos y de desarrollo. La fisioterapia y la terapia ocupacional pueden ayudar a tratar los síntomas físicos, a su vez en caso necesario puede utilizarse tecnología de apoyo, como ayudas para la movilidad y un bipedestador.
El asesoramiento genético desempeña un papel fundamental en la educación de los pacientes y sus familias sobre la enfermedad, la evaluación del riesgo de que otros miembros de la familia padezcan el trastorno, la orientación sobre planificación familiar y la información sobre pruebas prenatales. Además, el trabajo social ayuda a los pacientes y sus familias a explorar opciones de cuidados paliativos, de relevo y en residencias de ancianos cuando es necesario.

## Historia
En 2018, un estudio de investigación sugirió que las mutaciones en el gen TET3 podrían causar discapacidad intelectual. El síndrome de Beck-Fahrner, inicialmente denominado "deficiencia de TET3", se describió por primera vez en 2020. Fue el primer trastorno humano de la desmetilación del ADN en describirse. A partir de 2023, se ha diagnosticado esta condición a aproximadamente 50 individuos.